# Loire 210
Loire 210 là một mẫu thủy phi cơ tiêm kích trang bị cho tàu chiến của Pháp, do hãng Loire Aviation thiết kế chế tạo cho Hải quân Pháp.

## Biến thể
Loire 210.01
Loire 210

## Quốc gia sử dụng
Pháp
- Hải quân Pháp

## Tính năng kỹ chiến thuật
Dữ liệu lấy từ The Complete Book of Fighters 
Đặc điểm tổng quát
- Kíp lái: 1
- Chiều dài: 9.51 m (31 ft 2¾ in)
- Sải cánh: 11.79 m (38 ft 8¼ in)
- Chiều cao: 3.80 m (12 ft 5¼ in)
- Diện tích cánh: 20.3 m2 (218.5 ft2)
- Trọng lượng có tải: 2100 kg (4629 lb)
- Powerplant: 1 × Hispano-Suiza 9Vbs, 537 kW (720 hp)

Hiệu suất bay
- Vận tốc cực đại: 299 km/h (186 mph)
- Vận tốc hành trình: 199,5 km/h (124 mph)
- Tầm bay: 750 km (466 dặm)
- Trần bay: 8.000 m (26.250 [2] ft)
- Vận tốc lên cao: 9,4 m/s (1.897,8 ft/phút)

Vũ khí trang bị
- 4 x súng máy Darne 7,5 mm (0.295 in)